# Rymice
Rymice är en ort i Tjeckien.   Den ligger i regionen Zlín, i den östra delen av landet, 240 km öster om huvudstaden Prag. Rymice ligger 210 meter över havet och antalet invånare är 558.
Terrängen runt Rymice är huvudsakligen platt, men österut är den kuperad.Runt Rymice är det tätbefolkat, med 411 invånare per kvadratkilometer. Närmaste större samhälle är Zlín, 16,5 km sydost om Rymice. Trakten runt Rymice består till största delen av jordbruksmark.